# Blue Lu Barker
Blue Lu Barker, geboren als Louisa Dupont, (New Orleans, 13 november 1913 - aldaar, 7 mei 1998) was een Amerikaanse blues- en jazz-zangeres.
Blue Lu Barker was al op dertienjarige leeftijd getrouwd met de muzikant Danny Barker. Met hem ging ze in 1930 naar New York. Ze trad op met haar man, maar zong in de jaren dertig en veertig ook vaak met Jelly Roll Morton en Cab Calloway. Rond 1938 en in de jaren veertig maakte ze plaatopnames met haar man. Bij één sessie speelde Charlie Parker mee. Slechts tweemaal haalde ze de Amerikaanse hitparade, in 1938 met "Don't Make Me High" (begeleid door Barker, Benny Carter, Buster Bailey, Sam Price en Wellman Braud) en in 1948 met "A little Bird Told Me".
In 1997 werd ze in de Louisiana Blues Hall of Fame opgenomen.